# Casey Schmidt
Casey Schmidt, né le 30 septembre 1970, est un ancien joueur de basket-ball professionnel américain, naturalisé allemand. Il mesure 1,95 m.

## Université
- 1989 - 1991 :  Université d'Arizona (NCAA)
- 1992 - 1994 :  University of Valparaiso (NCAA)

## Clubs
- 1994 - 1995 :  LainERS (LBL)
- 1995 - 1996 :  Geneve-Versoix Basket
- 1996 - 1997 :  Giessen (Basketball-Bundesliga)
- 1997 - 1998 :  Chalon-sur-Saône (Pro A)
- 1998 - 1999 :  Trévise (Liga A)
- 1999 - 2001 :  Naples, puis Verone (Liga A)
- 2001 - 2002 :  Dafni (A1 Ethniki), puis  Valencia (Liga ACB)
- 2002 - 2003 :  Manresa (Liga ACB)
- 2003 - 2004 :  Naples (Liga A)
- 2004 - 2005 :  Manresa (Liga ACB)

## Palmarès
- Finaliste de la Coupe Saporta en 2002

## Sources
- Maxi-Basket
- Le journal de Saône-et-Loire